# 법원도서관장
법원도서관장(法院圖書館長)은 법원도서관을 대표하는 직위로, 판사나 법원이사관 또는 법원부이사관으로 보한다.

## 역할
- (법원조직법 제81조제2항) 관장은 대법원장의 지휘를 받아 법원도서관의 사무를 관장하며, 소속 직원을 지휘·감독한다.

## 역대 기관장
| 대법원장 | 대수           | 이름                              | 임기                              | 비고                       |
| -------- | -------------- | --------------------------------- | --------------------------------- | -------------------------- |
| 이일규   | 초대           | 이강국(李康國)                    | 1989년 9월 1일 ~ 1991년 1월 14일  |                            |
| 김덕주   | 2대            | 홍일표(洪日杓)                    | 1991년 1월 14일 ~ 1991년 2월 7일  |                            |
| 김덕주   | 3대            | 전계원(田桂元)                    | 1991년 2월 7일 ~ 1993년 1월 7일   |                            |
| 김덕주   | 4대            | 전계원(田桂元)                    | 1993년 1월 7일 ~ 1993년 7월 1일   |                            |
| 윤관     | 5대            | 서정도(徐挺道)                    | 1993년 7월 1일 ~ 1995년 7월 1일   |                            |
| 윤관     | 6대            | 한상호(韓相鎬)                    | 1995년 7월 1일 ~ 1996년 2월 21일  |                            |
| 윤관     | 7대            | 강봉수(康鳳洙)                    | 1996년 2월 21일 ~ 1998년 2월 19일 |                            |
| 윤관     | 8대            | 이상현(李相賢)                    | 1998년 2월 19일 ~ 2000년 7월 21일 |                            |
| 최종영   | 8대            | 이상현(李相賢)                    | 1998년 2월 19일 ~ 2000년 7월 21일 |                            |
| 9대      | 송기홍(宋基弘) | 2000년 7월 21일 ~ 2003년 2월 12일 |                                   |                            |
| 겸임     | 이홍훈(李鴻薰) | 2003년 2월 12일 ~ 2003년 9월 15일 |                                   |                            |
| 10대     | 손용근(孫容根) | 2003년 9월 15일 ~ 2005년 11월 4일 |                                   |                            |
| 이용훈   | 11대           | 유원규(柳元奎)                    | 2005년 11월 4일 ~ 2006년 8월 24일 |                            |
| 이용훈   | 11대           | 민일영(閔日榮)                    | 2006년 8월 28일 ~ 2009년 2월 9일  |                            |
| 이용훈   | 13대           | 이동명(李東明)                    | 2009년 2월 9일 ~ 2010년 2월 11일  |                            |
| 이용훈   | 14대           | 강영호(姜永虎)                    | 2010년 2월 11일 ~ 2012년 2월 16일 |                            |
| 양승태   | 14대           | 강영호(姜永虎)                    | 2010년 2월 11일 ~ 2012년 2월 16일 |                            |
| 15대     | 김창석(金昌錫) | 2012년 2월 16일 ~ 2012년 8월 2일  |                                   |                            |
| 16대     | 조경란(趙京蘭) | 2012년 9월 7일 ~ 2014년 2월 13일  |                                   |                            |
| 17대     | 안철상(安哲相) | 2014년 2월 13일 ~ 2015년 2월 12일 |                                   |                            |
| 18대     | 김찬돈(金燦敦) | 2015년 2월 12일 ~ 2016년 2월 11일 |                                   |                            |
| 19대     | 김기정(金基正) | 2016년 2월 11일 ~ 2017년 2월 1일  |                                   |                            |
| 20대     | 강민구(姜玟求) | 2017년 2월 1일 ~ 2018년 2월 13일  |                                   |                            |
| 20대     | 강민구(姜玟求) | 2017년 2월 1일 ~ 2018년 2월 13일  | 김명수                            |                            |
| 21대     | 노정희(盧貞姬) | 2018년 2월 13일 ~ 2018년 8월      |                                   |                            |
| 22대     | 허부열(許富烈) | 2018년 8월 ~ 2020년 2월           |                                   |                            |
| 23대     | 유상재(兪相在) | 2020년 2월 ~ 2022년 2월 20일      |                                   |                            |
| 24대     | 윤승은(尹昇恩) | 2022년 2월 21일 ~ 2024년 2월 4일  | 서울고등법원 부장판사 겸임        |                            |
| 조희대   | 25대           | 전지원                            | 2024년 2월 5일 ~                  | 서울고등법원 부장판사 겸임 |

## 같이 보기
- 법원도서관